# Matton-et-Clémency
Matton-et-Clémency és un municipi francès situat al departament de les Ardenes i a la regió del Gran Est. L'any 2007 tenia 463 habitants.

## Demografia

### Població
El 2007 la població de fet de Matton-et-Clémency era de 463 persones. Hi havia 180 famílies de les quals 56 eren unipersonals (20 homes vivint sols i 36 dones vivint soles), 52 parelles sense fills, 56 parelles amb fills i 16 famílies monoparentals amb fills.
La població ha evolucionat segons el següent gràfic:
Habitants censats

### Habitatges
El 2007 hi havia 231 habitatges, 186 eren l'habitatge principal de la família, 26 eren segones residències i 19 estaven desocupats. 222 eren cases i 7 eren apartaments. Dels 186 habitatges principals, 152 estaven ocupats pels seus propietaris, 28 estaven llogats i ocupats pels llogaters i 6 estaven cedits a títol gratuït; 1 tenia una cambra, 5 en tenien dues, 27 en tenien tres, 47 en tenien quatre i 106 en tenien cinc o més. 131 habitatges disposaven pel capbaix d'una plaça de pàrquing. A 83 habitatges hi havia un automòbil i a 69 n'hi havia dos o més.

### Piràmide de població
La piràmide de població per edats i sexe el 2009 era:
| Homes | Edats   | Dones |
| ----- | ------- | ----- |
| 0     | 95 o +  | 0     |
| 4     | 90 a 94 | 0     |
| 4     | 85 a 89 | 4     |
| 0     | 80 a 84 | 0     |
| 4     | 75 a 79 | 24    |
| 4     | 70 a 74 | 8     |
| 16    | 65 a 69 | 12    |
| 16    | 60 a 64 | 12    |
| 12    | 55 a 59 | 8     |
| 8     | 50 a 54 | 16    |
| 24    | 45 a 49 | 16    |
| 16    | 40 a 44 | 28    |
| 24    | 35 a 39 | 8     |
| 8     | 30 a 34 | 12    |
| 16    | 25 a 29 | 16    |
| 12    | 20 a 24 | 16    |
| 16    | 15 a 19 | 24    |
| 16    | 10 a 14 | 28    |
| 4     | 5 a 9   | 12    |
| 0     | 0 a 4   | 12    |

## Economia
El 2007 la població en edat de treballar era de 277 persones, 176 eren actives i 101 eren inactives. De les 176 persones actives 151 estaven ocupades (91 homes i 60 dones) i 25 estaven aturades (14 homes i 11 dones). De les 101 persones inactives 25 estaven jubilades, 29 estaven estudiant i 47 estaven classificades com a «altres inactius».

### Ingressos
El 2009 a Matton-et-Clémency hi havia 179 unitats fiscals que integraven 448 persones, la mediana anual d'ingressos fiscals per persona era de 14.630,5 €.

### Activitats econòmiques
Dels 9 establiments que hi havia el 2007, 1 era d'una empresa extractiva, 3 d'empreses de construcció, 1 d'una empresa de transport, 2 d'empreses d'hostatgeria i restauració, 1 d'una empresa financera i 1 d'una empresa de serveis.
Dels 5 establiments de servei als particulars que hi havia el 2009, 1 era una oficina de correu, 1 paleta, 1 fusteria, 1 electricista i 1 restaurant.
L'any 2000 a Matton-et-Clémency hi havia 13 explotacions agrícoles que ocupaven un total de 497 hectàrees.

## Equipaments sanitaris i escolars
El 2009 hi havia una escola elemental.

## Poblacions més properes
El següent diagrama mostra les poblacions més properes.